# Heusden Koers 1977
De 29e editie van de Belgische wielerwedstrijd Heusden Koers werd verreden op 16 augustus 1977. De start en finish vonden plaats in Heusden. De winnaar was Walter Godefroot, gevolgd door Danny Clark en Frank Hoste.

## Uitslag
| Heusden Koers 1977 |                  |                   |       |
| Plaats             | Naam             | Ploeg             | Tijd  |
| Winnaar            | Walter Godefroot | IJsboerke-Colnago | 3u35' |
| 2                  | Danny Clark      | Gios-Torino       | z.t.  |
| 3                  | Frank Hoste      | IJsboerke-Colnago | z.t.  |

1929 · 1930-1935 · 1936 · 1937 · 1938 · 1939 · 1952 · 1953 · 1954 · 1955 · 1956 · 1957 · 1958 · 1959 · 1960 · 1961 · 1962 · 1963 · 1964 · 1965 · 1966 · 1967 · 1968 · 1969 · 1970 · 1971 · 1972 · 1973 · 1974 · 1975 · 1976 · 1977 · 1978 · 1979 · 1980 · 1981 · 1982 · 1983 · 1984 · 1985 · 1986 · 1987 · 1988 · 1989 · 1990 · 1991 · 1992 · 1993 · 1994 · 1995 · 1996 · 1997 · 1998 · 1999 · 2000 · 2001 · 2002 · 2003 · 2004 · 2005 · 2006 · 2007 · 2008 · 2009 · 2010 · 2011 · 2012 · 2013 · 2014 · 2015 · 2016 · 2017 · 2018 · 2019 · 2020 · 2021 · 2022 · 2023